# Mars (mytologie)
Mars, latinsky Mārs, je římský bůh války a zemědělství. Po Jovovi byl druhým nejvýznamnějším a nejuctívanějším bohem, o čemž svědčí i to že měl stejně Jupiter a Quirinus svého flamena maior. Po Martovi byla Římany pojmenována planeta Mars a měsíc březen – mensis Martius „měsíc Martův“, který byl prvním měsícem roku až do roku 153 př. n. l., a během kterého se slavila velká část svátků tohoto boha. Mars či jemu podobné božstvo byl uctíván nejen Římany, ale také dalšími Italiky, o čemž svědčí například oskánské theonymum Māmers.
V rámci interpretatio graeca byl Mars ztotožněn s řeckým bohem války Áreem a přijal jeho mytologii a genealogii, obě božstva se však v mnohém lišila. Áres byl chápán jako násilné božstvo, ke kterému bylo přistupováno s jistým odporem a navíc se netěšil zdaleka takovému kultu jako Mars, který byl chápán spíše jako ochránce a navíc měl zemědělskou funkci. Přejal taktéž milenecký vztah s Venuší, ale vedle toho byla jako jeho sestra, partnerka či manželka byla označována Bellona a Nerio.
Podle Jaana Puhvela byl původně Mars hromovládcem, tuto funkci však převzal Jupiter a Mars na druhou stranu přijal zemědělskou funkci, vedle své původní válečné.
Vedle běžného Mārs, v genitivu Mārtis, existovalo starší a poetické Māvors (Māvortis) odpovídající oskánskému Māmers (Māmertos). Mezi další podoby jména náleží Mārspiter „otec Mars“, Mārmar, Māmars či Māmers. Jméno Mārs může vycházet z praindoevropského kořene *māwort, jehož význam je nejasný, ale z kterého někteří badatelé odvozují i jméno védských válečných božstev Marutů.

## Mýty a vztahy
Mýtus o Martově zrození se objevuje pouze v Ovidiových Fasti, přičemž není jisté zda není autorovou invencí. Podle tohoto příběhu byla bohyně Juno nešťastná že její manžel Jupiter sám zplodil Minervu, což odpovídá řeckému podání o porození Athény Diem, a tak hledala pomoc u bohyně Flory. Ta ji darovala kouzelný květ po kterém Juno počala Marta. Mars údajně projevil svou vděčnost tím že zajistil Floře v Římě kult a den jeho početí – 2. květen, byl předposledním dnem svátku Floralia.
O Martově manželce či družce existuje více podání. Za jeho manželku byla označována Nerio ztotožňovaná s Minervou, podle některých badatelů však šlo spíše o výraz znamenající Martovu mužnou sílu. Jako jeho manželka či sestra byla také označována bohyně války Bellona. Podle Ovidia Mars také usiloval o manželství s Minervou a o zprostředkování sňatku požádal bohyni Annu Perennu, ta však přišla na svatbu sama převlečená za Minervu a zahalená závojem. Pod řeckým vlivem byla také jako jeho partnerka chápána Venuše, ztotožněná s Afrodíté, a byly mu přisouzeni synové Pallor „Bledost“ a Pavor „Hrůza“, odpovídající řeckému Fobovi a Deimovi. Se smrtelnou Rheou Silvií zplodil Romula a Rema.

## Svátky
Většina svátků spojených s Martem byla slavena v březnu a říjnu, tedy na začátku a konci zemědělské a vojenské sezóny. Podle některých badatelů konali saliové své rituály na počest Marta každý březnový den, případně pouze do tubilustria prováděného 23. března.
- 1. březen – březnové kalendy – do roku 153 př. n. l. nový rok, výročí pádu ancilií – posvátných Martových štítů, Dies Natalis Martis „den Martova narození“
- 14. březen – Equirria – jeden ze dvou termínů závodů koňských spřežení na počest Marta
- 14. či 15. březen – Mamuralia – svátek na počest Mamuria Veturia, později vyhánění zimy
- 17. březen – Agonia Martiale – jeden ze svátků zvaných Agonalia a konaných čtyřikrát do roka
- 19. březen – Quinquatrus – svátek Marta a Minervy, později rozšířený na pět dní
- 23. březen – Tubilustrium – rituální „očišťování polnic“
- 15. října – Equus October – rituální oběť koně spojený se závody koňských spřežení
- 19. říjen – Armilustrium – rituální „očišťování zbraní“
- 27. února – Equirria – jeden ze dvou termínů závodů koňských spřežení na počest Marta

Mezi Martovy svátky patřila také data zasvěcení či založení jeho chrámů, označované zpravidla jako dies natalis „dny zrození“ Marta. Tak byl slaven 1. června Dies Natalis Martis v chrámu na Via Appia a 12. května či 1. srpna v chrámu Marta Ultora na Augustově fóru.

## Chrámy
Samuel Ball Platner, doplněný Thomasem Ashbym, uvádí mimo jiné následující Martovy chrámy a svatyně:
- Ara Martis – oltář na Martově poli, nejstarší centrum Martova kultu, později snad doplněný či nahrazený chrámem
- Aedes Martis – chrám na Via Appia v blízkosti Porty Capeny, doplněn o Martis Lucus – posvátný háj
- Aedes Martis – chrám na Circu Flaminiu
- Aedes Martis Ultoris – chrám Marta Ultora na Augustově fóru
- Martis Sacrarium – svatyně v Regii
- Martova svatyně na Kapitolu
- Templum Martis Ultoris – chrám Marta Ultora na Kapitolu, některými badateli je jeho existence zpochybňována